# Langenfeld-Mitte
Langenfeld-Mitte ist der in der Mitte und im Westen liegende Stadtteil der Stadt Langenfeld (Rheinland).

## Geografie

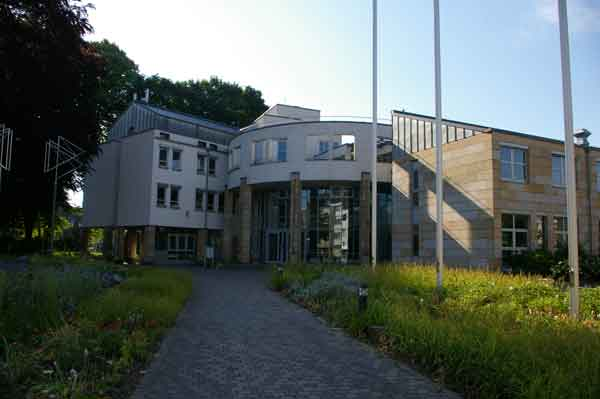
Amtsgericht Langenfeld, das „Jüngste Gericht“ in NRW

Langenfeld-Mitte war früher kein eigener Stadtteil, sondern ist aus Gebietsanteilen der einstigen Dörfer Berghausen, Immigrath und Reusrath rund um die einstige Posthalterei am heutigen „Berliner Platz“ entstanden. Denn hier trafen die Fernverkehrswege aus allen vier Himmelsrichtungen, aus Düsseldorf, Köln, Hitdorf, Solingen und Wuppertal-Elberfeld aufeinander. Langenfeld-Mitte war deshalb auch bis zur Verlegung des Rathauses im Jahre 1977 (Einweihung am 1. Oktober 1977) der Mittelpunkt der Stadt. Heute findet sich der Sitz der Verwaltung in der geografischen Mitte der Stadt im Zentrum Immigraths.
Langenfeld-Mitte verfügt auf der rechtsseitigen Mittelterrasse des Rheins über ein ebenes Gelände mit einem einzigen Bachlauf, dem Galkhauser Bach. Dieser durchfließt die Ortslage Hucklenbruch und trennt am Ganspohl, wo sich Kulturzentrum und Stadthalle (Schauplatz) finden, Langenfeld-Mitte von Immigrath. Immigrath begrenzt damit Langenfeld-Mitte im Osten und Norden. Berghausen grenzt im Nordwesten an, Monheim am Rhein im Westen, Leverkusen im Südwesten und Reusrath im Süden und Südosten.

## Geschichte

### Der Name „Langenfeld“ und erste Spuren
Bereits 1306 erfuhr mit Kaszwich ein Flurstreifen in Langenfeld-Mitte erste Erwähnung, dann 1336 ein Meysenole (Meisental, Nähe Mautpfad). Langenfeld selbst wurde als Langevelt erst im Jahre 1396 erstmals urkundlich genannt. Als Das lange Feldt taucht Langenfeld zudem in einer 1673 von Samson in Paris veröffentlichten Karte auf, weiter in einer des Johann Baptist Homann. Letztere datiert aus den Jahren um 1730. Soweit ersichtlich, bezeichnete man offenbar mit dem langen Feld das gesamte bäuerliche Siedlungsgebiet zwischen Itterbach im Norden und Wupper im Süden, zwischen Monheim am Rhein im Westen und dem Fuß des Bergischen Landes im Osten. Dem steht nicht entgegen, dass in einer Karte der Thurn und Taxis’schen Post der ersten Posthalterei auf dem Probsthof in Berghausen der Name Langenfeld (heute: Alt-Langenfeld) zugewiesen war. Später wurde der Begriff Langenfeld auf die Stadt übertragen, die jedoch erst im Jahre 1948 das Stadtrecht erhielt.

### Schlaglichter der Geschichte

#### Langenfeld zur Postkutschenzeit

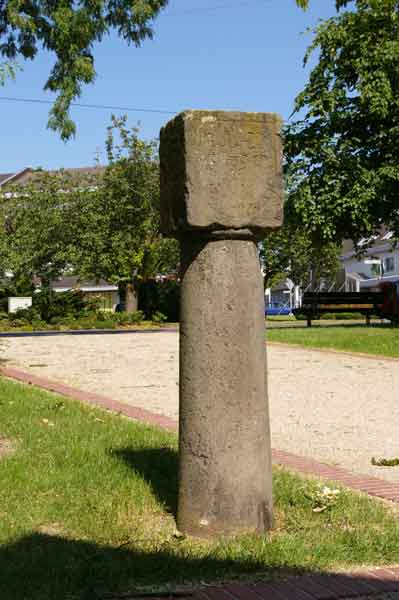
Wegestundenstein aus der Postkutschenzeit im Volksgarten

Wesentliche Prägung erfuhr die einstige Mitte der Stadt Langenfeld durch die Posthalterei am heutigen Berliner Platz. Drei Überbleibsel aus dieser Zeit können noch heute von den Bürgern der Stadt dort in Augenschein genommen werden. Es sind dies der Volksgarten neben Haus Wagner, der einst als Park zur Erholung für die Durchreisenden angelegt wurde. Des Weiteren findet sich dort neben der gläsernen Ausstellungshalle einer der beiden Wegestundensteine der Stadt, der einst die Entfernungen zu den nächsten Stationen der Postkutschen in (Reise-)Stunden angab. (Der in der Ausstellungshalle gezeigte (Schalenschneiderkotten) stammt dagegen aus Wiescheid und hat auch nichts mit der Postgeschichte zu tun.) Als drittes zu nennen ist das Baudenkmal Haus Wagner selbst, das heutige Restaurant History. Dieses Haus wurde um 1790 erbaut und diente ab 1793 als Gasthaus für die Reisenden und Postillone der „Hochfürstlich Thurn und Taxis’schen Posthalterei“. Dort, Im langen Feld, taten bis zu 24 Postillone Dienst. In den Remisen standen 12 „Chaisen“ und in den Ställen an die 90 Pferde. Jeder Postillon betreute einen Zug, der aus vier gleichfarbenen Pferden bestand. Haus Wagner wurde zudem ab 1806 bis zum Jahre 1885 als Rathaus der „Munzipalität“ Richrath, später der Gesamtgemeinde Richrath-Monheim genutzt.
Die Posthalterei am Berliner Platz befand sich im Schnittpunkt der später unter anderem Köln-Arnheimer Chaussee genannten Via Publica, in Langenfeld identisch mit der heutigen B 8. Einen weiteren wichtigen Fernhandelsweg stellte die Provinzialstraße Elberfeld–Hitdorf zwischen Hitdorfer Rheinhafen und dem Bergischen Land dar, die heutige B 229, eine im Übrigen ebenfalls auf ältere Fernwege zurückgehende Verbindung. Ab 1668 fuhren Postkutschen über die Nord-Süd-Verbindung und ab 1699 zusätzlich Postkarren zwischen Münster und Köln. Eine Karte aus dem Jahre 1784 weist vier Postlinien für die Cölln-Düsseldorfer Mittelstation aus, die in Langenfeld angesiedelt war. Die letzte (im Bild festgehaltene) Fahrt einer aus diesem Anlass feierlich geschmückten Postkutsche erfolgte vom Königlichen Postamt „Poststraße“ Ecke „Bahnhofstraße“ aus am 31. Mai 1905. Erinnert wird im Übrigen an die Postkutschenzeit in Langenfeld mit einer eigenen Postkutsche sowie einem eigenen Paketwagen, die beide in einer gläsernen Remise neben dem Stadtmuseum gezeigt werden. Des Weiteren erinnert ein Traditionspaar der Karnevalsgesellschaft Postalia bei offiziellen Anlässen an die Posthalterei in Langenfeld und es zieren Bronzeskulpturen des „Postillons“ und der „Christel von der Post“ den Eingangsbereich der Stadtgalerie auf dem Galerieplatz.

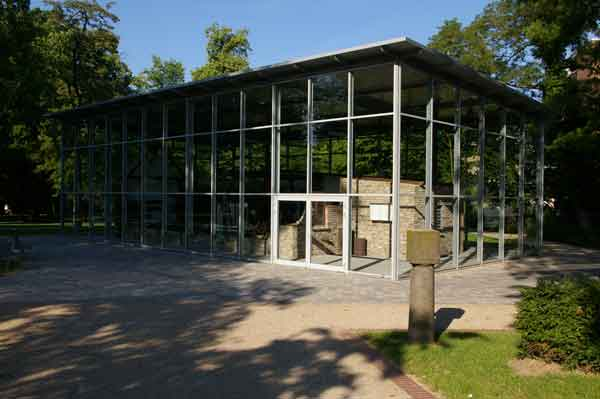
Ausstellung mit Kotten eines Schalenschneiders
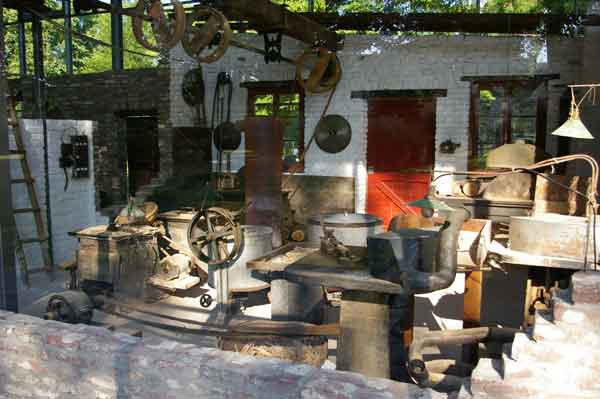
Blick in die Werkstatt des Schalenschneiders
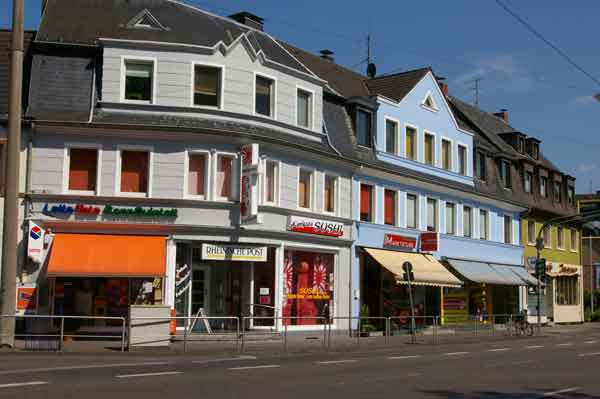
Heutige Wegkreuzung der alten Handelsrouten
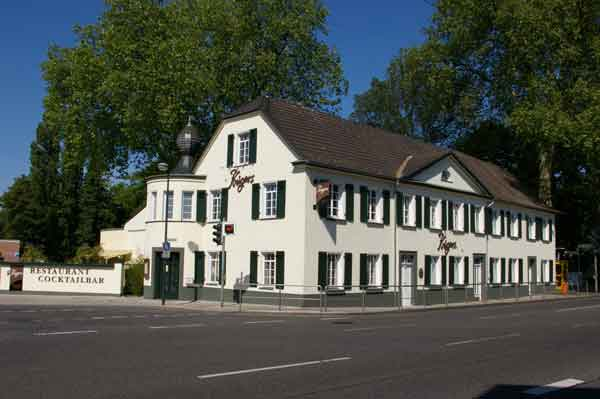
Haus Wagner (Krügers), Gasthof seit 1793

Am Rande notiert, war die B 8 in alter Zeit nicht mit einem festen Namen versehen, so wie sie heute Düsseldorfer Straße, Kölner Straße und Opladener Straße genannt wird, sondern es wurden wechselnde Bezeichnungen verwendet. So findet sich 1589 die Cöllner Straße, 1618 der Colnischer Weg, 1730 der Frankfurter Steinweg, um 1780 die Chaussee von Düsseldorf nach Cöln, 1802 die Mühlheimer Landstraße, 1826 die Holländische Chaussee, 1830 die Frankfurter Rheinstraße, 1832 die Holländische Straße, 1850 die Köln-Düsseldorfer Heerstraße, 1864 die Cöln-Arnheimer Chaussee, 1866 die Köln-Arnheimer Staatsstraße und 1885 die Köln-Düsseldorfer Provinzialstraße. In diesem Zusammenhang mit dieser Via Publica (noch einer ihrer Namen) wird Langenfeld denn auch gerne einem alten Slogan zufolge als „Junge Stadt an alter Straße“ bezeichnet, obwohl die Stadt mit dem Mauspfad, der deutlich älteren Datums ist, und mit der Provinzialstraße Elberfeld-Hitdorf gleich noch mit zwei weiteren historischen Straßen von überregionaler Bedeutung aufwarten kann.

#### Der genagelte Schädel aus Langenfeld
Am 16. April 1964 (Müller nennt 1966) wurde bei Baggerarbeiten auf dem Gelände der Firma Keller auf der Kölner Straße 50 in Langenfeld ein genagelter (gepfählter Schädel) entdeckt. In diesem steckte ein 480 mm langer, am Kopfende 20 mm dicker und nach unten spitz zulaufender Eisennagel. Am Schädel selbst befanden sich Reste eines Brokatbandes mit einem kleinen Bronzestück. Nach den damaligen Untersuchungen handelte es sich um den Kopf einer etwa 30 Jahre alten Frau sowie um eine Hinrichtung durch Enthauptung. Anschließend wurde der Kopf der Getöteten auf einen Pfahl genagelt und öffentlich (an der Via Publica) zur Schau gestellt. Diese Art der Bestrafung kennt die Rechtsgeschichte nur bei Kapitalverbrechen z. B. Kindesmord, Mord, insbesondere durch Giftmischerei, Blutschande etc. und nicht etwa als Maßnahme gegen sogenannte Hexen.
Am 21. Februar 2008 hielt Dr. phil. Peter Pieper, weltweit erster Archäologe in forensischen Diensten, einen Vortrag über seine weitergehenden Forschungen an dem genagelten Schädel aus Langenfeld. Auch er gelangt zu der Erkenntnis, dass es sich mutmaßlich um den Schädel einer etwa bis 30 Jahre alte Frau handelt, die im 17. Jahrhundert getötet worden sein könnte. Allerdings ständen abschließende Untersuchungen, insbesondere zum Geschlecht noch aus. Der Beifund des Brokatbandes, ein feinster, mit Gold- und Silber durchwebter Textilrest, lasse aber eine Dame höheren Standes vermuten. Gleichfalls gestatte der Zahnbefund ohne Karies oder Parodontose die Annahme einer vielleicht adligen Abkunft. Gleichfalls vermutet er als Grund der Hinrichtung eine Tötung als Hexe. Dass die vermutlich weibliche Getötete dennoch nicht lange angenagelt blieb, sei aus dem Umstand zu schließen, dass der Unterkiefer zum Zeitpunkt des Fundes noch vorhanden war. Der Schädel sei nämlich, möglicherweise auf Betreiben der Familienangehörigen, abgenommen worden. Pietätsgründe dürfen hierfür angenommen und möglicherweise eine entsprechende Zahlung unterstellt werden. Denn üblich sei es gewesen, den Raben das Geschäft der Beseitigung der Fleischreste zu lassen, so dass der gemeinsame Fund von Schädel und Unterkiefer selten sei. Im Übrigen habe man den Rest des Körpers am Ort der Enthauptung zurückgelassen und gegebenenfalls verscharrt. Eine ordnungsgemäße Bestattung jedenfalls wurde den so Hingerichteten nicht zuteil.
Weiterhin resümierte er, dass der Fundort des Schädels nicht der eigentliche Ort der Hinrichtung, sondern nur der Ausstellungsort an der historischen Nord-Süd-Verbindung, der heutigen B 8 gewesen sei. Als Richtstätte kämen dagegen mehrere Örtlichkeiten in der Nähe in Betracht: Zu nennen seien der Galgen Am Galgendriesch, der Katzberg, aber auch das rückwärtige Gelände auf dem Hucklenbruch an der Straße Zum Galkhause(ne)r Bach. Dort ließen nämlich Luftaufnahmen der Amerikaner aus dem Zweiten Weltkrieg auf einen ehemaligen Hinrichtungsplatz schließen.

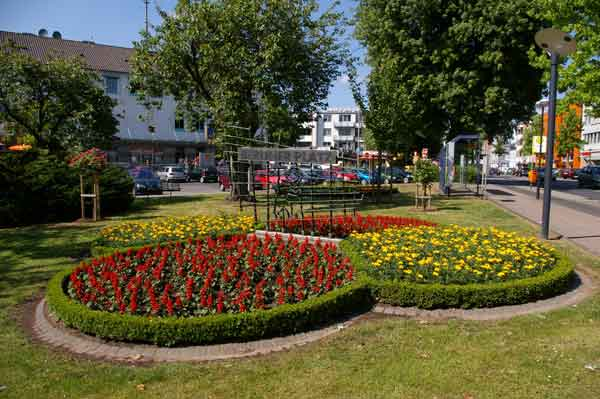
Berliner Platz in Mitte, einst Standort der Posthalterei
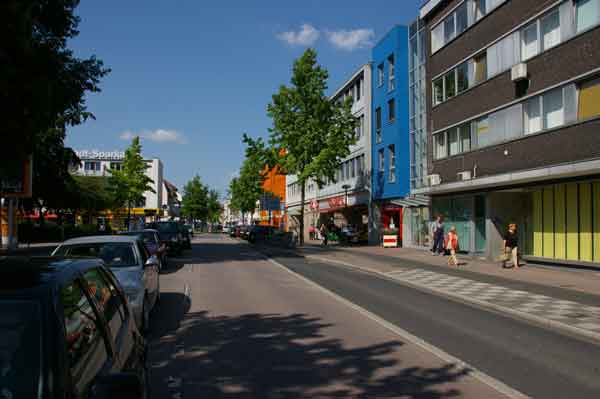
Hauptstraße mit Blickrichtung Immigrath
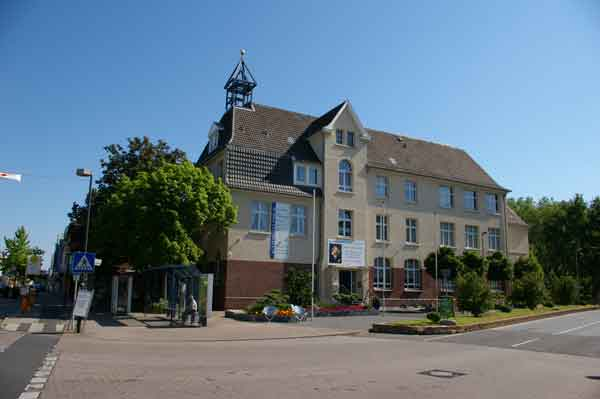
Stadtmuseum Langenfeld auf der Hauptstraße
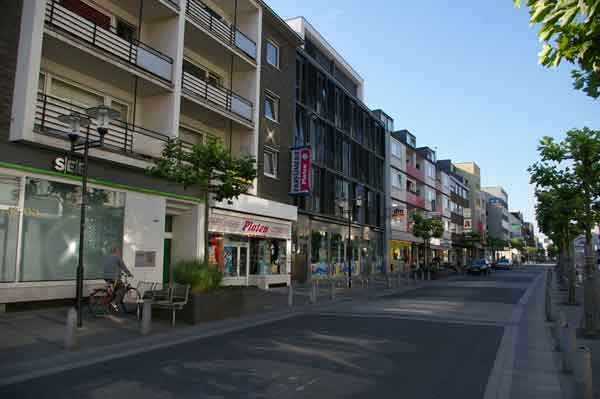
Neue Bebauung in Langenfelds Hauptstraße

### Die Entwicklung des Stadtteils
Langenfeld-Mitte wurde ganz wesentlich durch seine günstige Verkehrsanbindung geprägt. Erwähnt wurde bereits die Lage im Schnittpunkt zweier historischer und überregional bedeutender Bundesstraßen, der heutigen B 8 sowie der B 229. Diese bedingten bereits früh einen regen Personenverkehr und einen bedeutenden Warenaustausch in dem damals zunächst noch weitestgehend agrarisch strukturierten Gebiet. Hinzugetreten zu den Bundesstraßen sind die Anschlussstelle Monheim/Langenfeld an der A 59 sowie die Anschlussstelle Reusrath an der A 542.
Des Weiteren zu nennen ist die Einrichtung des Bahnhofs Langenfeld der Cöln-Mindener Eisenbahn im Jahre 1845, der einen gewaltigen Entwicklungsschub in Richtung industrieller Entwicklung auslöste. Die Webereien Simons Erben (1860) und (wohl in Immigrath) Neumann & Büren (1864), die Weberei der Brüder Theis (1865) sowie die Weberei Becker & Bernhard (1897) weisen auf diese Entwicklung hin. Mit der Fa. Rudolf Müller & Söhne eröffnete 1877 das erste Eisenwerk in Langenfeld seine Pforten. Ihm folgten 1895 in Immigrath die Kronprinz AG sowie 1902 die Vereinigte Stahlwerke AG, um hier einige der Firmen zu nennen.

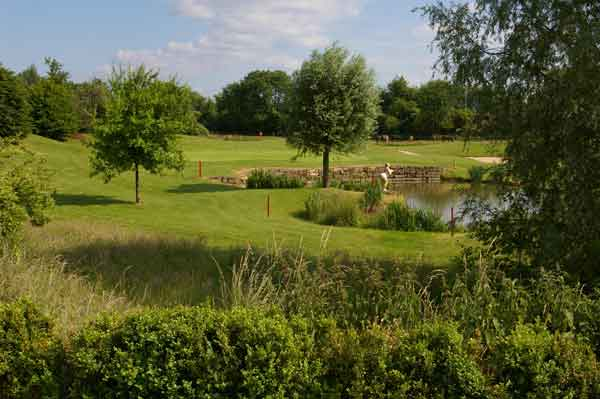
9-Loch Golfplatz am Katzberg in Langenfeld-Mitte

Heute ist von den einst großen Arbeitgebern der Textil- und Stahlbranche am Ort lediglich die Fa. Mannesmann Pressfittings geblieben, alle anderen Areale werden heute durch zum Teil eine Vielzahl von kleineren Firmen genutzt. Dies führte andererseits zu einer gegenüber früher deutlich verminderten Krisenanfälligkeit der Wirtschaft Langenfelds. Größter Arbeitgeber in Langenfeld-Mitte ist nach der Aufgabe des WMF-Standortes heutzutage die Tubenfabrik Höll auf der Poststraße.
Langenfeld-Mitte ist aufgrund der Aufgabe oder des Wegzugs insbesondere der Webereien sowie durch die bereits früh vollzogene Trennung von Industrie, Gewerbe, großem Einzelhandel und Wohnbebauung heute durch seine Wohnquartiere geprägt. Es wurde eine der ehemaligen Weberei-Gebäude für einen Verbrauchermarkt nach Immigrath umgesetzt. Es handelt sich um das Fachwerkhaus der AWO an der Solinger Straße. An den Randgebieten und insbesondere an der Bahnlinie Köln–Düsseldorf sind jedoch nach wie vor größere Gewerbeansiedlungen zu finden. Die landwirtschaftlichen Nutzflächen sind allerdings weiterhin auf dem Rückzug. Dennoch werden die Flächen nicht nur zu weiterer Besiedlung verbraucht, es entstehen auch neue Grünflächen wie der Golfplatz auf dem Katzberg.

### Die Gotteshäuser des Stadtteils

#### Die Synagoge zu Ganspohl
Die Langenfelder Synagoge wurde im Jahre 1869 erbaut. Sie lag am Tage ihrer Zerstörung, dem 9. November 1938, der Pogromnacht, an der Adolf-Hitler-Straße 101, wie die Hauptstraße zur NS-Zeit hieß. Ihr Standort läge heute gegenüber der Einmündung der Wilhelmstraße in die Hauptstraße. Sie wurde nach dem Krieg nicht wieder errichtet, ihr Grundstück wurde stattdessen bis zum Bau eines Geschäftshauses als Shell-Tankstelle genutzt. Lediglich eine Tafel am Stadtmuseum erinnert noch heute an ihre Existenz.
Bauakten sind von dem jüdischen Gotteshaus nicht erhalten geblieben. Allerdings existiert ein Lageplan zum Bau einer benachbarten Autogarage, aus dem sich Rückschlüsse über das Haus anstellen lassen. Danach handelte es sich bei dem Gebäude um ein schlichtes Backsteingebäude, typisch für viele kleine, ländliche Gemeinden während des 19. Jahrhunderts. Seine Grundfläche maß circa 12,50 Meter in der Länge und 9,00 Meter in der Breite. Es war in der Längsachse nach Osten ausgerichtet. An der Stirnwand nach Osten befand sich zudem ein halbkreisförmiger Anbau, der so genannte Thoraraum, in dem die Thora aufbewahrt wurde. Dieser war durch eine große Türe und ein drei- bis vierstufiges, viereckiges Podest vom Synagogenraum getrennt. Die Bänke in der Synagoge waren so angeordnet, dass von allen Plätzen ein guter Blick auf den Thora-Schrein möglich war. Eine Treppe führte aus dem Vorraum auf die Frauenempore, da aufgrund ritueller Vorschriften der Gebetsraum im Erdgeschoss den Männern vorbehalten blieb.
Zur Zerstörung selbst konnte ermittelt werden, dass bereits in der Nacht vor dem Brand der Synagoge die Wohnung des Hausmeisters verwüstet worden sei. Schließlich ging das Gebäude am Abend des 9. November 1938 in Flammen auf. Täter seien die hiesigen Mitglieder der SA gewesen. Widersprüchlich sind die Angaben über das Eingreifen der Feuerwehr. Einige der damaligen Augenzeugen (in der benachbarten Wilhelmshalle, der damaligen Stadthalle, fand eine Veranstaltung statt) wollen die Feuerwehr gar nicht, andere gesehen haben, dass sie erst eingriff, als ein benachbartes Gebäude in Flammen aufzugehen drohte.

#### Die evangelische Johanneskirche Stettiner Straße
Dritter evangelischer Kirchenbau nach der Kirche in Reusrath und der Erlöserkirche in der Hardt wurde die Johanneskirche an der Stettiner Straße. Durch die starke Bevölkerungszunahme nach dem Zweiten Weltkrieg wurde für beide große Konfessionen die Notwendigkeit der Neugliederung und des Baus neuer Gotteshäuser notwendig. Den Anfang in Langenfeld-Mitte machte die (seit 1. Februar 1961) Evangelische Kirchengemeinde Langenfeld im Jahre 1954 mit der Einweihung der Johannes-Kirche in der Stettiner Straße. Der Turm wurde der Kirche wurde nachträglich im Jahre 1967 errichtet. Die Johanneskirche wurde 2017 entwidmet und 2019 abgerissen. Als Ersatz wurde das Johanneszentrum errichtet, ein verkleinertes Gemeindezentrum mit Wohnbebauung.

#### Christus König
Als zweite Tochterkirche von St. Josef wurde die katholische Kirche Christus König durch erzbischöfliche Urkunde am 22. Oktober 1959 eingerichtet. Obwohl noch keine Kirchengebäude vorhanden waren, erfolgte dennoch die Erhebung der Gemeinde zur Rektoratspfarre mit Einsetzung des Kaplans Klaus Jakobs zum Rektoratspfarrer. Das Kirchengebäude selbst, für dessen Bau bereits in den 1920er Jahren zu sammeln begonnen worden war, wurde am 27. Oktober 1963 eingeweiht. Der heutige Turmhelm wurde erst im Jahre 1984 aufgesetzt.

#### Weitere kirchliche Gemeinschaften
Neben den großen Konfessionen existiert in Langenfeld eine ganze Anzahl weiterer Glaubensgemeinschaften. Dazu gehören die Landeskirchliche Gemeinschaft Langenfeld in der „Hardt“, die Gemeinschaft der Siebenten-Tags-Adventisten, die Ecclesia-Gemeinde der Christen e. V., die Stadtmission Langenfeld, die Freie Kirchliche Gemeinde in der „Karlstraße“, die Neuapostolische Kirche mit dem im Bild gezeigten Gotteshaus sowie die Zeugen Jehovas mit ihrem 1987 eingeweihten, neuen Königreichssaal.

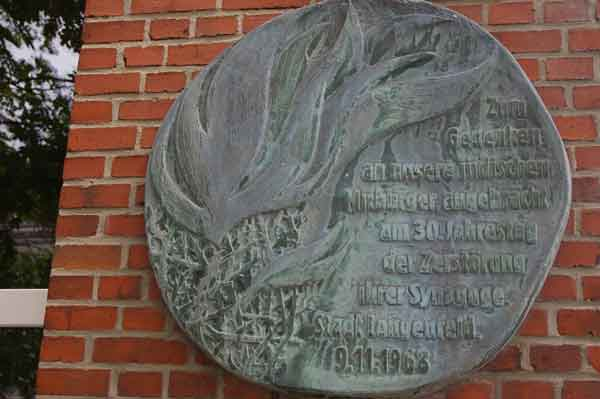
Gedenktafel zum Brand der Synagoge
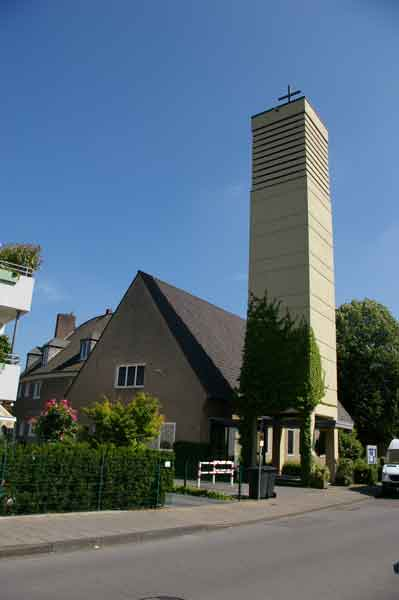
Evangelische Johanneskirche in der Stettiner Straße vor dem Abriss im Jahr 2019
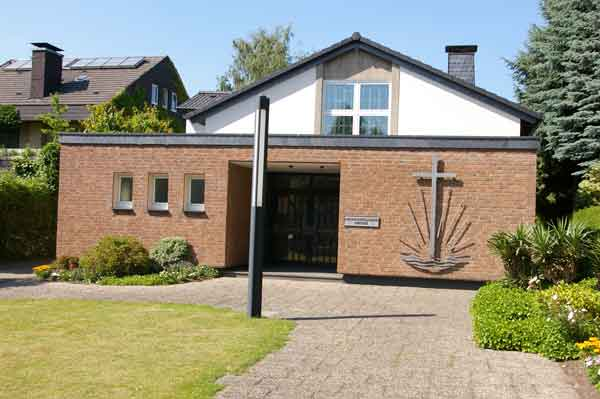
Neuapostolische Kirche in der Bachstraße
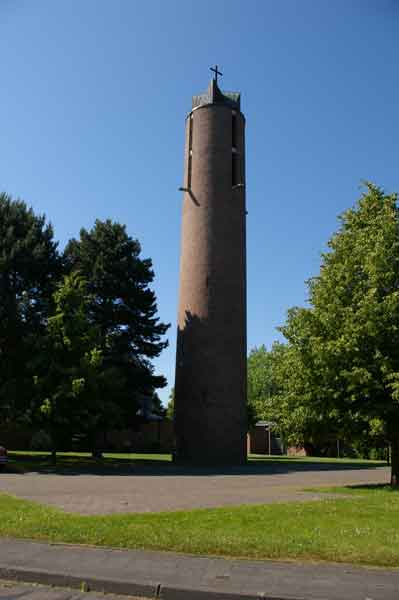
Katholische Kirche Christus König

### Das Amtsgericht
Im Zuge der kommunalen Neugliederung wurde die ehemals dem Rhein-Wupper-Kreis angehörende Stadt Langenfeld zum 1. Januar 1975 dem Kreis Mettmann zugeschlagen. Dennoch gehörten Langenfeld und Monheim noch einige Jahre dem Amtsgerichtsbezirk Leverkusen an. Um die kommunale Gebietsreform schließlich auch auf den Gerichtsbezirk auszudehnen, wurde mit Datum 1. April 1979 in Langenfeld das Amtsgericht Langenfeld eingerichtet. Es ist für die Städte Hilden, Langenfeld und Monheim zuständig.
Erstes Domizil des Gerichts war das alte Rathaus der Stadt an der Hauptstraße 11–13. Zudem wurden Büros in der benachbart im Stadtgarten liegenden Villa Berger bezogen. Das Gericht startete mit 7 Richtern, 14 Rechtspflegern, 46 Beamten und 7 Wachtmeistern. Insbesondere vor dem Hintergrund wachsender Aufgaben erwiesen sich die Räumlichkeiten des Gerichts schnell als zu klein. Heute sind es rund 120 Bedienstete, die am „Jüngsten Gericht“ in Nordrhein-Westfalen (so die Eigenbezeichnung) ihren Dienst tun. Dennoch währte die beschriebene, zunächst als Provisorium gedachte Unterbringung 18 Jahre. Daher wurde die am 16. Juni 1997 erfolgte Einweihung des neuen Domizils an der Hauptstraße 15 sehr begrüßt.

## Wirtschaft und Verkehr

### Medien
In Langenfeld existieren Lokalredaktionen einiger großer Zeitungen und Verbraucherzeitschriften. Auch Langenfelds erstes Internet-TV, der inzwischen eingestellte Sender TV-Langenfeld ging aus der alten Mitte heraus ins World-Wide-Web. Lokalredaktionen mit Themen zu Langenfeld unterhalten die Rheinische Post, die Neue Rhein Zeitung sowie die Westdeutsche Zeitung-Düsseldorfer Nachrichten. Auch der Kölner Stadt-Anzeiger berichtet unregelmäßig in den Ausgaben Leverkusen und Rhein-Berg über die Stadt. Daneben zu finden sind seit 1977 zweimal wöchentlich der „Langenfelder Wochenanzeiger“, weiter wöchentlich die „Langenfelder Wochenpost“ und der „Lokal Anzeiger Langenfeld“. „Der Langenfelder“ hat eine monatliche Erscheinungsweise und die Publikation der Stadtverwaltung „Langenfeld Aktuell“ wird vierteljährlich herausgegeben. Weitere Zeitschriften erscheinen unregelmäßig oder sind nicht flächendeckend verbreitet.

### S-Bahnhof

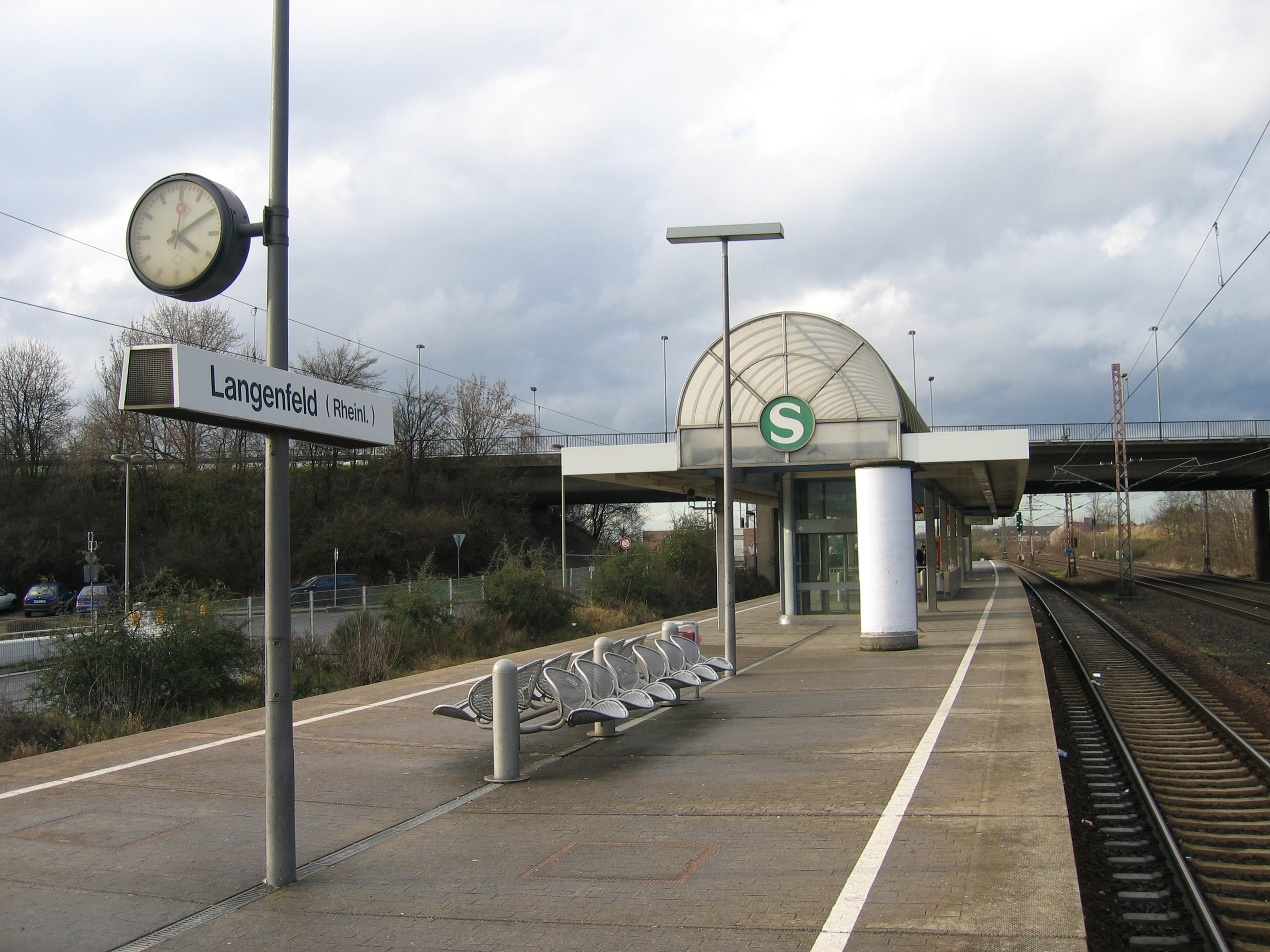
Der S-Bahnhof Langenfeld (Rheinl.)

Der S-Bahnhof „Langenfeld (Rheinland)“ liegt etwa 18 Kilometer südlich des Düsseldorfer Hauptbahnhofs. Er befindet sich an der Bahnstrecke Köln–Duisburg. Der Bahnhof liegt im Osten des Stadtteils Langenfeld-Mitte. Er besitzt einen Mittelbahnsteig mit zwei Zugängen. Zurzeit wird der Bahnhof von zwei Linien der S-Bahn und sieben Buslinien angefahren.
| Linie | Linienverlauf |
| ----- | --- |
| S 6   | Essen Hbf – Essen-Kettwig – Ratingen Ost – Düsseldorf Hbf – Langenfeld (Rheinl) – Köln Hbf – Köln-Nippes                                |
| S 68  | Wuppertal-Vohwinkel – Düsseldorf – Langenfeld (Rheinl)                                                                                  |
| 206   | Langenfeld, Turnerstr. – Langenfeld (Rheinl.)-S-Bahnhof – Lev-Opladen, Busbahnhof – Lev-Mathildenhof                                    |
| 232   | Langenfeld, Turnerstr. – Langenfeld, Am Galgendriesch/S-Bahnhof – Langenfeld, Mehlbruch - Leverkusen-Reusrath - Lev-Opladen, Busbahnhof |
| SB59  | Langenfeld (Rheinl.)-S-Bahnhof – Monheim, Landwirtschaftszentrum - Monheim, Mitte - Düsseldorf-Benrath S-Bahnhof                        |
| 785   | Langenfeld (Rheinl.)-S-Bahnhof – Langenfeld-Stadtmitte – Düsseldorf, Heinrich-Heine-Allee U                                             |
| 790   | Langenfeld-Richrath, Götsche – Langenfeld (Rheinl.)-S-Bahnhof – Monheim, Mitte - Monheim, Mona Mare                                     |
| 791   | Monheim, Mitte – Langenfeld (Rheinl.)-S-Bahnhof – Solingen HBF                                                                          |
| NE20  | Langenfeld (Rheinl.)-S-Bahnhof – Langenfeld-Reusrath – Leverkusen-Opladen Busbahnhof                                                    |

## Die Schulen des Stadtteils
Die Schulen in Mitte konzentrieren sich im Bereich der Fröbelstraße, Metzmacherstraße sowie der Pestalozzistraße. Es sind dies die katholische Grundschule Fröbelstraße, Don-Bosco-Schule, sowie die Katholische Hauptschule Metzmacherstraße, beide hervorgegangen aus der 1838 gegründeten Katholischen Volksschule Immigrath, deren Gebäude heute als Katholisches Jugendheim genutzt werden. Aus der 1891 auf der Schulstraße eingerichteten Evangelischen Volksschule ist 1968 die heutige Gemeinschafts-Grundschule Fröbelstraße hervorgegangen. Die Pestalozzischule auf der Pestalozzistraße wurde als Schule für Lernbehinderte im Jahre 1948 eingerichtet. Die einstige Realschule an der Freiherr-vom-Stein-Straße dient nach Umzug der Schule zum Pommernweg nunmehr als Stadtmuseum. Eine Jugendmusikschule besteht seit 1972 und eine „Jugendkunstschule“ seit 1988. Zu erwähnen ist ferner die für die Erwachsenenbildung zuständige und seit 1946 bestehende Volkshochschule, deren Schulräumlichkeiten sich im Kulturzentrum am Ganspohl neben der Stadthalle, dem Schauplatz, befinden.

## Bevölkerung
Am 31. Dezember 2007 Stichtag zählte man in Langenfeld-Mitte 10.974 Bürger. Am 31. Dezember 2006 waren es noch 11.015 Einwohner in der alten Mitte.

## Vereine
Viele der einst in Langenfeld-Mitte beheimateten Vereine haben inzwischen ihr Domizil in Immigrath, wie die nach genannten drei:
- Schützenverein von 1834
- Schwimmverein 1912
- Hucklenbroicher Sportverein HSV

Weitere Vereine (ohne Anspruch auf Vollständigkeit) sind:
- Heimatverein Postalia
- Karnevalsgesellschaft Spießratzen, älteste noch bestehende Karnevalsgesellschaft in Langenfeld
- Prinzengarde Langenfeld

## Persönlichkeiten
- Rolf D. Gassen, Ratsherr der FDP von 1984 bis 2009, Fraktionsvorsitzender von 1987 bis 2009, stellv. Bürgermeister von 1989 bis 2004, Träger des Bundesverdienstkreuzes am Bande und des  Goldenen Ehrenrings der Stadt seit 3. Oktober 2009  sowie der goldenen Ehrennadelund der silbernen Plakette  der IHK zu Düsseldorf für Verdienste in der Berufsausbildung
- Friedhelm Görgens, Jahrgang 1948, CDU, Bürgermeister Langenfelds von 1989 bis 1994, Autor der Bände „Langenfeld“ und „Langenfeld 2“ zur
- Günther Schmitz, Oberstudiendirektor, ehemaliges SPD-Ratsmitglied, langjähriger und aktueller Leiter des VHS-Arbeitskreises zur Stadtgeschichte. In letztgenannter Eigenschaft erwarb er sich besondere Verdienste um die Erforschung der Geschichte Langenfelds wie der jüdischen Bürger während der NS-Diktatur.
- Manfred Stuckmann, CDU, stellvertretender Bürgermeister, Begründer der Prinzengarde, Organisator des Stadtfestes, Buchautor und fachkundiger Führer seiner Tour um „Langenfelder Verzällcher“
- Heinrich Völkel, von 1952 bis 1992 Ratsmitglied der SPD, von 1962 bis 1987 Vorsitzender der SPD-Fraktion im Stadtrat, stellvertretender Bürgermeister von 1966 bis 1975 und von 1979 bis 1989, Träger des Bundesverdienstkreuzes am Bande, Träger des Ehrenrings und 2. Ehrenbürger (nach Hans Litterscheid) der Stadt Langenfeld